# Delegate
Delegate är en ort i Australien. Den ligger i kommunen Snowy Monaro och delstaten New South Wales, i den sydöstra delen av landet, omkring 410 kilometer sydväst om delstatshuvudstaden Sydney. Antalet invånare är 306.
Trakten runt Delegate är nära nog obefolkad, med mindre än två invånare per kvadratkilometer.. Delegate är det största samhället i trakten.
Trakten runt Delegate består i huvudsak av gräsmarker. Genomsnittlig årsnederbörd är 1 270 millimeter. Den regnigaste månaden är juni, med i genomsnitt 227 mm nederbörd, och den torraste är juli, med 55 mm nederbörd.